# Olympische Jugend-Winterspiele 2012/Teilnehmer (Deutschland)
| Gelbes Symbol für Goldmedaillen mit stilisierten Olympischen Ringen | Graues Symbol für Silbermedaillen mit stilisierten Olympischen Ringen | Braundes Symbol für Bronzemedaillen mit stilisierten Olympischen Ringen |
| ------------------------------------------------------------------- | --------------------------------------------------------------------- | ----------------------------------------------------------------------- |
| 8                                                                   | 7                                                                     | 2                                                                       |

Deutschland nahm an den Olympischen Jugend-Winterspielen 2012 in Innsbruck mit 57 Athleten in 15 Sportarten teil.

## Sportarten

### Biathlon
| Athleten                                                           | Wettbewerb                         | Zeit (Schießfehler) | Rang   |
| ------------------------------------------------------------------ | ---------------------------------- | ------------------- | ------ |
| Jungen                                                             |                                    |                     |        |
| Niklas Homberg                                                     | 7,5 km Sprint                      | 20:05,4 min (1)     | 6      |
| Niklas Homberg                                                     | 10 km Verfolgung                   | 28:43,1 min (4)     | Gold   |
| Maximilian Janke                                                   | 7,5 km Sprint                      | 20:57,8 min (2)     | 14     |
| Maximilian Janke                                                   | 10 km Verfolgung                   | 29:41,6 min (4)     | 4      |
| Mädchen                                                            |                                    |                     |        |
| Laura Hengelhaupt                                                  | 6 km Sprint                        | 21:18,8 min (5)     | 37     |
| Laura Hengelhaupt                                                  | 7,5 km Verfolgung                  | 33:21,4 min (6)     | 22     |
| Franziska Preuß                                                    | 6 km Sprint                        | 17:27,7 min (1)     | Gold   |
| Franziska Preuß                                                    | 7,5 km Verfolgung                  | 26:29,2 min (2)     | Silber |
| Gemischt                                                           |                                    |                     |        |
| Franziska Preuß Laura Hengelhaupt Maximilian Janke Niklas Homberg  | Mixed-Staffel                      | 1:11:06,8 h (0+7)   | Gold   |
| Franziska Preuß Victoria Carl Maximilian Janke Christian Stiebritz | Mixed-Staffel Skilanglauf/Biathlon | 1:04:23,4 h (1+6)   | Gold   |

### Bob
| Athleten                       | Wettbewerb | Durchgang 1 | Durchgang 2 | Gesamt      | Gesamt |
| Athleten                       | Wettbewerb | Zeit        | Zeit        | Zeit        | Rang   |
| ------------------------------ | ---------- | ----------- | ----------- | ----------- | ------ |
| Jungen                         |            |             |             |             |        |
| Philipp Mölter Richard Oelsner | Zweierbob  | 54,93 s     | 54,49 s     | 1:49,42 min | 6      |

### Curling
| Athleten                                                               | Wettbewerb | Gruppenrunde | Gruppenrunde | Viertelfinale      | Viertelfinale      | Halbfinale         | Halbfinale         | Spiel um Bronze    | Spiel um Bronze    | Spiel um Bronze |
| Athleten                                                               | Wettbewerb | Siege        | Niederlagen  | Gegner             | Ergebnis           | Gegner             | Ergebnis           | Gegner             | Ergebnis           | Rang            |
| ---------------------------------------------------------------------- | ---------- | ------------ | ------------ | ------------------ | ------------------ | ------------------ | ------------------ | ------------------ | ------------------ | --------------- |
| Gemischt                                                               |            |              |              |                    |                    |                    |                    |                    |                    |                 |
| Daniel Rothballer, Frederike Manner, Kevin Lehmann, Nicole Muskatewitz | Team       | 1            | 6            | nicht qualifiziert | nicht qualifiziert | nicht qualifiziert | nicht qualifiziert | nicht qualifiziert | nicht qualifiziert | 15              |

### Eishockey

#### Mädchen
| Deutschland | Spielerinnen Anna-Maria Fiegert, Theresa Fritz, Lucie Geelhaar, Theresia Hoppe, Viola Hotter, Melanie Häringer, Simone Hase, Nina Korff, Meike Krimphove, Katharina Oertel, Valerie Offermann, Maylina Schrul, Saskia Selzer, Pia Szawlowski, Lena Walz, Carolin Welsch, Johanna Winter Trainerin: Maritta Becker |

Gruppenphase
| Pl. |             | Sp | S | OTS | OTN | N | Tore  | Punkte |
| 1.  | Schweden    | 4  | 4 | 0   | 0   | 0 | 43:0  | 12     |
| 2.  | Österreich  | 4  | 3 | 0   | 0   | 1 | 22:06 | 9      |
| 3.  | Deutschland | 4  | 2 | 0   | 0   | 2 | 12:16 | 6      |
| 4.  | Kasachstan  | 4  | 1 | 0   | 0   | 3 | 03:28 | 3      |
| 5.  | Slowakei    | 4  | 0 | 0   | 0   | 4 | 01:31 | 0      |

 Halbfinale 
| 13. Januar 2012 16:30 Uhr | Österreich | 2:0 (0:0, 2:0, 0:0) | Deutschland | Tiroler Wasserkraft Arena, Innsbruck |

 Spiel um Platz 3 
| 21. Januar 2012 12:30 Uhr | Deutschland | 7:4 (2:1, 3:1, 2:2) | Kasachstan | Tiroler Wasserkraft Arena, Innsbruck |

### Eiskunstlauf
| Athleten       | Wettbewerb | Kurzprogramm | Kurzprogramm | Free Skating | Free Skating | Gesamt | Gesamt |
| Athleten       | Wettbewerb | Punkte       | Rang         | Punkte       | Rang         | Punkte | Rang   |
| -------------- | ---------- | ------------ | ------------ | ------------ | ------------ | ------ | ------ |
| Jungen         |            |              |              |              |              |        |        |
| Niko Ulanovsky | Einzel     | 54,03        | 4            | 104,44       | 6            | 158,47 | 5      |

### Eisschnelllauf
| Athleten          | Wettbewerb  | Durchgang 1 | Durchgang 2 | Gesamt      | Gesamt     |
| Athleten          | Wettbewerb  | Zeit        | Zeit        | Zeit        | Rang       |
| ----------------- | ----------- | ----------- | ----------- | ----------- | ---------- |
| Jungen            |             |             |             |             |            |
| Kenneth Stargardt | 500 m       | 41,98 s     | 41,91 s     | 83,89 s     | 14         |
| Kenneth Stargardt | 3000 m      |             |             | 4:44,75 min | 16         |
| Kenneth Stargardt | Massenstart |             |             | Überrundet  | Überrundet |
| Niklas Kamphausen | 1500 m      |             |             | 2:09,14 min | 16         |
| Niklas Kamphausen | 3000 m      |             |             | 4:36,58 min | 13         |
| Niklas Kamphausen | Massenstart |             |             | 7:30,34 min | 18         |
| Mädchen           |             |             |             |             |            |
| Leia Behlau       | 500 m       | 44,37 s     | 43,76 s     | 88,13 s     | 5          |
| Leia Behlau       | 1500 m      |             |             | 2:15,75 min | 8          |
| Leia Behlau       | Massenstart |             |             | 6:06,66 min | 8          |
| Michelle Uhrig    | 500 m       | 45,17 s     | 44,95 s     | 90,12 s     | 9          |
| Michelle Uhrig    | 3000 m      |             |             | 4:53,47 min | 7          |
| Michelle Uhrig    | Massenstart |             |             | 6:03,09 min | 5          |

### Freestyle-Skiing

#### Halfpipe
| Athleten      | Wettbewerb | Qualifikation | Qualifikation | Finale       | Finale |
| Athleten      | Wettbewerb | Punkte        | Rang          | Punkte       | Rang   |
| ------------- | ---------- | ------------- | ------------- | ------------ | ------ |
| Jungen        |            |               |               |              |        |
| Lucas Mangold | Halfpipe   | 61,50 Punkte  | 9             | 46,75 Punkte | 12     |

#### Skicross
| Athleten        | Wettbewerb | Qualifikation | Qualifikation | Vorlauf  | Vorlauf  | Halbfinale | Finale   |
| Athleten        | Wettbewerb | Zeit          | Rang          | Punkte   | Rang     | Position   | Position |
| --------------- | ---------- | ------------- | ------------- | -------- | -------- | ---------- | -------- |
| Jungen          |            |               |               |          |          |            |          |
| Marzellus Renn  | Skicross   | 56,96 s       | Silber        | Abgesagt | Abgesagt | Abgesagt   | Abgesagt |
| Mädchen         |            |               |               |          |          |            |          |
| Katharina Tordi | Skicross   | 1:00,82 min   | 6             | Abgesagt | Abgesagt | Abgesagt   | Abgesagt |

### Nordische Kombination
| Athleten   | Wettbewerb                    | Skispringen | Skispringen | Skispringen   | Langlauf    | Langlauf |
| Athleten   | Wettbewerb                    | Punkte      | Rang        | Zeitrückstand | Zeit        | Rang     |
| ---------- | ----------------------------- | ----------- | ----------- | ------------- | ----------- | -------- |
| Jungen     |                               |             |             |               |             |          |
| Tom Lubitz | Normalschanze / 5 km Langlauf | 137,5       | 1           | 0:00 min      | 26:57,6 min | 4        |

### Rennrodeln
| Athleten                 | Wettbewerb   | Durchgang 1 | Durchgang 2 | Gesamt       | Gesamt |
| Athleten                 | Wettbewerb   | Zeit        | Zeit        | Zeit         | Rang   |
| ------------------------ | ------------ | ----------- | ----------- | ------------ | ------ |
| Jungen                   |              |             |             |              |        |
| Toni Gräfe               | Einsitzer    | 39,982 s    | 39,938 s    | 1:19,920 min | Bronze |
| Christian Paffe          | Einsitzer    | 39,737 s    | 39,866 s    | 1:19,603 min | Gold   |
| Tim Brendel Florian Funk | Doppelsitzer | 42,700 s    | 42,658 s    | 1:25,358 min | Silber |
| Mädchen                  |              |             |             |              |        |
| Saskia Langer            | Einsitzer    | 40,056 s    | 40,358 s    | 1:20,414 min | Silber |

| Athleten                                               | Wettbewerb  | Mädchen  | Junge    | Doppel   | Gesamt       | Gesamt |
| Athleten                                               | Wettbewerb  | Zeit     | Zeit     | Zeit     | Zeit         | Rang   |
| ------------------------------------------------------ | ----------- | -------- | -------- | -------- | ------------ | ------ |
| Gemischt                                               |             |          |          |          |              |        |
| Saskia Langer Christian Paffe Tim Brendel Florian Funk | Teamstaffel | 44,788 s | 46,766 s | 47,154 s | 2:18,708 min | Silber |

### Shorttrack
| Athleten       | Wettbewerb | Viertelfinale | Viertelfinale | Halbfinale   | Halbfinale | Finale       | Finale |
| Athleten       | Wettbewerb | Zeit          | Rang          | Zeit         | Rang       | Zeit         | Rang   |
| -------------- | ---------- | ------------- | ------------- | ------------ | ---------- | ------------ | ------ |
| Mädchen        |            |               |               |              |            |              |        |
| Elisabeth Witt | 500 m      | 49,788 s      | 3             | 49,737 s     | 3          | 49,799 s     | 14     |
| Elisabeth Witt | 1000 m     | 1:42,928 min  | 3             | 1:39,667 min | 2          | 1:40,980 min | 10     |

### Skeleton
| Athleten           | Durchgang 1 | Durchgang 2 | Gesamt      | Gesamt |
| Athleten           | Zeit        | Zeit        | Zeit        | Rang   |
| ------------------ | ----------- | ----------- | ----------- | ------ |
| Jungen             |             |             |             |        |
| Sebastian Berneker | 56,20 s     | 56,53 s     | 1:52,73 min | Gold   |
| Mädchen            |             |             |             |        |
| Jacqueline Lölling | -           | 57,43 s     | 57,43 s     | Gold   |
| Kim Meylemans      | -           | 59,02 s     | 59,02 s     | 5      |

### Ski Alpin
| Athleten       | Wettbewerb   | Durchgang 1 | Durchgang 2        | Gesamt             | Gesamt             |
| Athleten       | Wettbewerb   | Zeit        | Zeit               | Zeit               | Rang               |
| -------------- | ------------ | ----------- | ------------------ | ------------------ | ------------------ |
| Jungen         |              |             |                    |                    |                    |
| Nikolaus Ertl  | Super-G      |             |                    | DSQ                | DSQ                |
| Nikolaus Ertl  | Riesenslalom | 1:00,43 min | 54,70 s            | 1:55,13 min        | 8                  |
| Nikolaus Ertl  | Slalom       | 40,68 s     | 40,44 s            | 1:21,12 min        | 6                  |
| Nikolaus Ertl  | Kombination  | 1:05,64 min | 38,98 s            | 1:44,62 min        | 14                 |
| Lucas Krahnert | Super-G      |             |                    | 1:04,84 min        | 5                  |
| Lucas Krahnert | Riesenslalom | DNF         | nicht qualifiziert | nicht qualifiziert | nicht qualifiziert |
| Lucas Krahnert | Slalom       | 40,53 s     | 40,74 s            | 1:21,27 min        | 7                  |
| Lucas Krahnert | Kombination  | 1:03,96 min | 45,85 s            | 1:49,81 min        | 23                 |
| Mädchen        |              |             |                    |                    |                    |
| Alisa Krauß    | Super-G      |             |                    | DNF                | DNF                |
| Alisa Krauß    | Riesenslalom | 1:00,13 min | 59,84 s            | 1:59,97 min        | 14                 |
| Alisa Krauß    | Slalom       | DNF         | nicht qualifiziert | nicht qualifiziert | nicht qualifiziert |
| Alisa Krauß    | Kombination  | DNF         | nicht qualifiziert | nicht qualifiziert | nicht qualifiziert |
| Jenny Reinold  | Super-G      |             |                    | 1:07,42 min        | 15                 |
| Jenny Reinold  | Riesenslalom | 1:00,73 min | 1:00,54 min        | 2:01,27 min        | 18                 |
| Jenny Reinold  | Slalom       | 43,90 s     | DNF                | nicht qualifiziert | nicht qualifiziert |
| Jenny Reinold  | Kombination  | DNF         | nicht qualifiziert | nicht qualifiziert | nicht qualifiziert |

| Athleten                                               | Wettbewerb     | Achtelfinale  | Viertelfinale      | Halbfinale         | Finale             | Finale |
| Athleten                                               | Wettbewerb     | Ergebnis      | Ergebnis           | Ergebnis           | Ergebnis           | Rang   |
| ------------------------------------------------------ | -------------- | ------------- | ------------------ | ------------------ | ------------------ | ------ |
| Gemischt                                               |                |               |                    |                    |                    |        |
| Alisa Krauß Nikolaus Ertl Jenny Reinold Lucas Krahnert | Teamwettbewerb | Italien 0 – 3 | nicht qualifiziert | nicht qualifiziert | nicht qualifiziert | 5      |

### Skilanglauf
| Athleten            | Wettbewerb      | Qualifikation | Qualifikation | Viertelfinale | Viertelfinale | Halbfinale         | Halbfinale         | Finale             | Finale             |
| Athleten            | Wettbewerb      | Zeit          | Rang          | Zeit          | Rang          | Zeit               | Rang               | Zeit               | Rang               |
| ------------------- | --------------- | ------------- | ------------- | ------------- | ------------- | ------------------ | ------------------ | ------------------ | ------------------ |
| Jungen              |                 |               |               |               |               |                    |                    |                    |                    |
| Marius Cebulla      | 10 km klassisch |               |               |               |               |                    |                    | 31:15,8 min        | 12                 |
| Marius Cebulla      | Sprint          | 1:44,85 min   | 5             | 1:48,6 min    | 1             | 1:46,1 min         | 1                  | 1:44,8 min         | Silber             |
| Christian Stiebritz | 10 km klassisch |               |               |               |               |                    |                    | 30:24,0 min        | 6                  |
| Christian Stiebritz | Sprint          | 1:45,17 min   | 6             | 1:49,4 min    | 2             | 2:00,1 min         | 5                  | nicht qualifiziert | nicht qualifiziert |
| Mädchen             |                 |               |               |               |               |                    |                    |                    |                    |
| Julia Belger        | 5 km klassisch  |               |               |               |               |                    |                    | 15:32,5 min        | 7                  |
| Julia Belger        | Sprint          | 2:01,96 min   | 14            | 2:10,7 min    | 5             | nicht qualifiziert | nicht qualifiziert | nicht qualifiziert | nicht qualifiziert |
| Victoria Carl       | 5 km klassisch  |               |               |               |               |                    |                    | 15:20,9 min        | 6                  |
| Victoria Carl       | Sprint          | 2:01,15 min   | 9             | 1:59,4 min    | 2             | 2:07,0 min         | 6                  | nicht qualifiziert | nicht qualifiziert |

### Skispringen
| Athleten          | Wettbewerb    | Erste Runde | Erste Runde | Finale | Finale | Gesamt | Gesamt |
| Athleten          | Wettbewerb    | Weite       | Punkte      | Weite  | Punkte | Punkte | Rang   |
| ----------------- | ------------- | ----------- | ----------- | ------ | ------ | ------ | ------ |
| Jungen            |               |             |             |        |        |        |        |
| Andreas Wellinger | Normalschanze | 74,0 m      | 127,4       | 73,0 m | 125,5  | 252,9  | 4      |
| Mädchen           |               |             |             |        |        |        |        |
| Katharina Althaus | Normalschanze | 71,0 m      | 119,2       | 72,5 m | 123,3  | 242,5  | Silber |

| Athleten                                       | Wettbewerb               | Erste Runde | Zweite Runde | Gesamt | Gesamt |
| Athleten                                       | Wettbewerb               | Punkte      | Punkte       | Punkte | Rang   |
| ---------------------------------------------- | ------------------------ | ----------- | ------------ | ------ | ------ |
| Gemischt                                       |                          |             |              |        |        |
| Katharina Althaus Tom Lubitz Andreas Wellinger | Mixed-Team Normalschanze | 309,8       | 330,3        | 640,1  | Gold   |

### Snowboard

#### Halfpipe
| Athleten         | Wettbewerb | Qualifikation | Qualifikation | Qualifikation | Halbfinale         | Halbfinale         | Halbfinale         | Finale             | Finale             | Finale             |
| Athleten         | Wettbewerb | Durchgang 1   | Durchgang 2   | Rang          | Durchgang 1        | Durchgang 2        | Rang               | Durchgang 1        | Durchgang 2        | Rang               |
| ---------------- | ---------- | ------------- | ------------- | ------------- | ------------------ | ------------------ | ------------------ | ------------------ | ------------------ | ------------------ |
| Jungen           |            |               |               |               |                    |                    |                    |                    |                    |                    |
| Linus Birkendahl | Halfpipe   | 40,25 Punkte  | 21,00 Punkte  | 13            | nicht qualifiziert | nicht qualifiziert | nicht qualifiziert | nicht qualifiziert | nicht qualifiziert | nicht qualifiziert |
| Johannes Höpfl   | Halfpipe   | 67,00 Punkte  | 21,25 Punkte  | 5             | 80,25 Punkte       | 21,50 Punkte       | 2                  | 64,25 Punkte       | 71,50 Punkte       | 8                  |

#### Slopestyle
| Athleten         | Wettbewerb | Qualifikation | Qualifikation      | Qualifikation      | Finale             | Finale             | Finale             |
| Athleten         | Wettbewerb | Durchgang 1   | Durchgang 2        | Rang               | Durchgang 1        | Durchgang 2        | Rang               |
| ---------------- | ---------- | ------------- | ------------------ | ------------------ | ------------------ | ------------------ | ------------------ |
| Jungen           |            |               |                    |                    |                    |                    |                    |
| Linus Birkendahl | Slopestyle | DNS           | nicht qualifiziert | nicht qualifiziert | nicht qualifiziert | nicht qualifiziert | nicht qualifiziert |
| Johannes Höpfl   | Slopestyle | 13,50 Punkte  | 60,50 Punkte       | 10                 | nicht qualifiziert | nicht qualifiziert | nicht qualifiziert |